# Het rinkelende raderwerk
Het rinkelende raderwerk is een stripverhaal uit de reeks van Suske en Wiske. Het wordt geschreven door een scenario- en tekenteam onder leiding van Peter Van Gucht en Luc Morjaeu. Het verhaal werd speciaal geschreven voor Cera en verscheen voor het eerst in albumvorm op 17 september 2006.

## Personages
In dit verhaal spelen de volgende personages een rol:
- Suske, Wiske, Lambik, Jerom, Ferre, Brent, Pia, Ziggy, Jakke, Yo, werklieden, Gust Pardon (geest), Gerard en zijn vrouw

## Het verhaal
Suske en Wiske logeren een paar dagen bij Lambik en Jerom in een buitenverblijf en ontmoeten de jeugdgroep "Young". Ze worden meegenomen naar het clubhuis in het kasteel, het pand zal worden opgeknapt en zal veranderd worden in een jeugdhuis. Maar dan zien de kinderen werklieden hekken rond het kasteel plaatsen en deze mannen vertellen dat het kasteel gesloopt zal worden. Als het kasteel is gesloopt, zullen huizen gebouwd worden en Wiske ziet dan een vreemde klok met de tekst “Wanneer wijzers westwaarts wijzen, wijsheid wacht”. Wiske draait de wijzers in de richting van het westen en er komt een geest tevoorschijn. De geest stelt zich voor als Gust Pardon en vertelt dat hij in zijn leven erg egoïstisch was en daardoor het Spokenrijk niet binnen mocht. Gust zal pas rust vinden als iemand het rinkelende raderwerk laat draaien, deze is opgeborgen in een geheime ruimte, en voor drie proeven slaagt waarmee de radertjes voor de klok gewonnen worden. Als de kinderen dit voor de geest doen belooft hij een wens te vervullen.
Lambik en Jerom houden de werklieden tegen die aan de sloop van het kasteel willen beginnen. De kinderen gaan op zoek naar de geheime kamer en vinden een tekst “Blijft de deure dicht, grijpt dan naar het licht”. Ze maken gezamenlijk een piramide en trekken aan de lantaarn aan het plafond, waardoor een geheime gang opent. De kinderen vinden de eerste twee radertjes en een tekst: “Wie wil pierken passeren die zal trappelen leren”. Dan begint de grond te trillen en een enorme worm verschijnt. Alleen als alle kinderen met zijn allen springen begint de grond zachtjes te trillen en de worm verdwijnt, omdat hij denkt dat er een mol aan komt. De radertjes kunnen nu van hun plek genomen worden en de kinderen gaan op weg naar de tweede opdracht. Bij boomwortels zien de kinderen een nieuwe boodschap: “Komt boomke u begroeten, speelt met zijne voeten”. Ferre wordt door de boomwortels vastgepakt en als de anderen hem willen helpen raken ze allemaal verstrikt. Door de wortels te kietelen trekken ze zich terug en de groep kan verder.
Lambik ziet de ploegbaas van de werklieden dynamiet bij het kasteel plaatst. De kinderen zien dan de derde boodschap: “Om graverke te weerstaan, moet gij vlammen slaan”. Er komt een enorme kever op de kinderen af en ze raken in paniek. Wiske wordt meegenomen door de kever en de andere kinderen proberen haar te helpen. Er hangen fakkels in de gang en deze worden snel aangestoken door de kinderen, waarna de kever vlucht. Wiske is al een stuk ingegraven door de kever en wordt door Suske en de anderen bevrijd. Lambik knoopt stiekem het dynamiet aan de broek van de voorman, en dit ontploft daardoor ver van het kasteel. De kinderen komen in een enorme ruimte terecht met het rinkelende raderwerk. Suske wil de radertjes plaatsen, maar Ferre is jaloers en loopt zelf met de tas met radertjes richting het raderwerk. De radertjes komen tot leven en bijten Ferre, Wiske ontdekt dan een nieuwe tekst: “Enkel samen werkt den mensch, tot bekomen van een wensch”.
Suske realiseert zich dat meneer Pardon is gestraft voor zijn egoïstische gedrag en dat de proeven alleen zullen slagen als ze samenwerken. Met zijn allen plaatsen ze de radertjes en Suske trekt dan de gewichten naar boven, waarna de klok begint te slaan. De klok opent zich en de kinderen komen in hun hoofdkwartier terecht. Meneer Pardon zegt dat zijn straf voorbij is en zal de wens van de kinderen doen uitkomen. Ferre wil Suske het woord laten doen, maar Suske zegt dat Ferre de leider van de Young is en dat hij daarom het woord mag doen. Ferre wenst dan dat het kasteel het jeugdhuis voor de jongeren zal worden en de geest verdwijnt. Er veranderd niks in het kasteel en de kinderen gaan teleurgesteld naar huis. Buiten komen ze Lambik en Jerom tegen, zij vertellen dat de malafide bouwvakkers vastzitten en Jerom nu in de adviesraad voor het project is opgenomen. De gemeente heeft het kasteel gekocht en het zal worden omgebouwd tot een jeugdhuis.

## Trivia
Achter in het album wordt uitleg gegeven over Cera:
- Cera, een beweging van vennoten
- Samen, inspraak van de vennoten
- Investeren, Cera als hefboom voor duurzaamheid
- Welvaart, mooie opbrengsten en toffe voordelen
- Welzijn, maatschappelijke meerwaarde creëren
- BRS, solidair bankieren en verzekeren in derdewereldlanden
- Young Cera, de toekomst verzekerd
- www.cera.be